# گینزبورو (ویرجینیا)
گینزبورو (به انگلیسی: Gainesboro) یک منطقهٔ مسکونی در ایالات متحده آمریکا است که در شهرستان فردریک، ویرجینیا واقع شده‌است.